# Bachíniva
Bachíniva es una localidad del estado mexicano de Chihuahua. Es la cabecera del municipio de Bachíniva.

## Demografía
| Gráfica de evolución demográfica |
|                                  |

| Censo | Población |
| ----- | --------- |
| 1900  | 539       |
| 1910  | 791       |
| 1921  | 1 034     |
| 1930  | 1 247     |
| 1940  | 708       |
| 1950  | 777       |
| 1960  | 1 018     |
| 1970  | 1 809     |
| 1980  | 2 242     |
| 1990  | 2 306     |
| 2000  | 2 155     |
| 2010  | 2 109     |
| 2020  | 2 027     |